# Tahar Ben Jelloun
Tahar Ben Jelloun (em árabe: طاهر بن جلون; Fez, 1 de dezembro de 1947) é um romancista, ensaísta, poeta e pintor franco-marroquino de expressão francesa. Venceu o Prêmio Goncourt de 1987.

## Biografia
Na sua infância, estudou na escola corânica do seu bairro, em Fez. Mais tarde, aos seis anos, ingressou numa escola bilíngue franco-marroquina, onde as aulas eram em francês, de manhã, e em árabe, à tarde. Em 1955 seus pais mudaram-se para Tânger, cidade onde terminou o ensino primário. Ali, no ano seguinte, estudou no Liceu Ibn a o-Jatib e finalmente passou ao Liceu Regnaul, onde concluiu o ensino secundário, em 1963. Depois transferiu-se para Rabat, a fim de estudar Filosofia, na Universidade Mohamed V. Todavia tem seus estudos interrompidos em 1966, quando é enviado a um campo disciplinar do exército, juntamente com outros 94 estudantes suspeitos de ter organizado as manifestações de março do ano anterior. Dois anos mais tarde é libertado. Em seguida, retoma os estudos e começa a ensinar no Liceu Charif Idrissi de Tetuán. Em 1970 é transferido para o Liceu Mohamed V de Casablanca.
Em junho de 1971, diante do anúncio de que o ensino de filosofia no Marrocos seria arabizado, Ben Jelloum decide transferir-se para a França, conseguindo uma bolsa para se especializar em psicologia. Chega a Paris em 11 de setembro daquele ano. Desde então, a capital francesa converteu-se em seu lar. Eem 1975, doutorou-se em psiquiatria social.
O seu primeiro poema publicado apareceu na revista Souffles, em 1968; intitulava-se L'aube dês dalles, tendo sido escrito às escondidas, enquanto estava no campo disciplinar. Dois anos depois, será lançada a sua primeira obra, Hommes sous linceul de silence, um livro de poemas. Seu primeiro romance, Harrouda, aparecerá em 1973.
No ano anterior publicara seu primeiro artigo no jornal Le Monde, do qual tornar-se-á colaborador em 1973. Também será colaborador de El País, La Vanguardia e do Corriere della Sera, entre outros jornais.
Utilizou a sua experiência como psicoterapeuta em La réclusion solitaire (1976), obra posteriormente adaptada para teatro por Michel Raffaelli e apresentada no Festival de Avignon, com o título de Chronique d'une solitude. Em 1985 publicou o romance L'enfant de sable que lhe proporcionou notoriedade. Em 1987 obtém o Prêmio Goncourt, por La nuit sacrée, continuação do seu romance anterior. Escreveu mais uma quinzena de romances, o último das quais, Au pays, de 2009, escrito entre 2005 e 2008, é a história de um desenraizado: um marroquino que regressq   à sua aldeia natal após ter trabalhado quarenta anos na França.
O próprio Ben Jelloun tentou reinstalar-se na sua pátria, mas fracassou. Recorda-o assim: 
"Voltei ao Marrocos em 2006 com a intenção de ficar lá, mas foi difícil. Para viver em Marrocos há que conhecer os códigos e, ainda que eu os conheça, fatigam-me. Tive, ademais, más experiências familiares, de modo que terminei regressando a Paris. Amo o Marrocos, mas há duas coisas que não suporto - a falta de seriedade e a corrupção".
A 6 de maio de 2008 foi eleito membro da Academia Goncourt.
É o escritor francófono mais traduzido no mundo. Os seus romances L'enfant de sable e L'enfant de sable foram traduzidos em 43 idiomas.  Le racisme expliqué à ma fille foi um sucesso editorial traduzido em 33 línguas.                                                  
Tahar Ben Jelloun vive em Paris, em seu apartamento da rua Broca, com a sua mulher. Para seus filhos — Mérième, Ismane, Yanis e Amine —, tem escrito várias obras pedagógicas, dentre as quais:  Le racisme expliqué à ma fille, 1998, inspirada por uma manifestação contra as leis Pasqua-Debré de controle da imigração na França; l'Islam expliqué aux enfants (2002), em resposta  à islamofobia que se seguiu aos atentados de 11 de setembro de 2001 nos Estados Unidos, e Le Terrorisme expliqué à nos enfants (2016), após os atentados de 13 de novembro de 2015 na França e outros atentados jihadistas na Europa.

## Obras
- Hommes sous linceul de silence,  Atalantes, 1970,poesía
- Harrouda, Denoël, 'Les Lettres Nouvelles' 1973, novela
- La réclusion solitaire, Denoël 'Les Lettres Nouvelles'; Seuil 'Points' P161 1976, novela
- Les amandiers sont morts de leurs blessures, Maspero 'Voix'; Seuil 'Points Roman' R218 1976, poesia (Prêmio da Amizade Franco-Árabe)
- La mémoire future, Maspero 'Voix' 1976. Antologia da nova poesia de Marrocos
- La plus haute des solitudes, Seuil 'Combats' e 'Points' P377 1977, novela
- Moha le fou, Moha le sage, Seuil 'Points', 1978, novela (Prêmio dos bibliotecários da França e Prêmio Rádio Monte Carlo.
- À l'insu du souvenir, Niaspero 'Voix' 1980, poesía
- La prière de l'absent, Seuil 1981, novela
- L'écrivain public, Seuil 'Points' P428 1983, relato
- Hospitalité française, Seuil 'L'histoire immédiate' e 'Points actuels' A65 1984
- La Fiancée de l'eau, seguido de Entretiens avec M. Saïd Hammadi ouvrier algérien, Actes Sud 1984, teatro
- L'enfant de sable, Seuil 'Points'P7 1985, novela
- La nuit sacrée, Seuil 'Points' P113 1987, novela (Prêmio Goncourt)
- Jour de silence à Tanger, Seuil 'Points' P160 1990, relato
- Les yeux baissés, Seuil 'Points' P359 1991, novela
- Alberto Giacometti, Flohic 1991
- La remontée des cendres, Seuil 'Points roman' R6251991, poema
- L'ange aveugle, Seuil 'Points' P64 1992, contos
- L'homme rompu, Seuil 'Points' P116 1994, novela
- Éloge de l'amitié 1994. El Aleph, 2005
- La soudure fraternelle, Arléa 1994
- Poésie complète, Seuil 1995
- Le premier amour est toujours le dernier, Seuil 'Points, P278 1995, contos
- Les raisins de la galère, Fayard 'Libre' 1996, novela
- La Nuit de l'erreur, Seuil, 1997, novela.
- Le racisme expliqué à ma fille Seuil, 1997.
- L'auberge des pauvres, Seuil 'Points' P746, 1997, novela
- Cette aveuglante absence de lumière, Seuil, 2001, novela
- L'Islam expliqué aux enfants, Seuil, 2002
- Amours sorcières, 2003
- Le dernier ami, Seuil, 2004
- La belle au bois dormant, Seuil 2004
- Partir, Gallimard, 2005, novela.
- L'ecole perdue, Gallimard 'Folio Junior'
- Je ne comprends pas le monde arabe,  2008
- Sur ma mère, Gallimard, 2008, novela
- Au Pays, Gallimard  2009, novela
- Marabouts, Maroc (texto para livro de fotografias), Gallimard, 2009
- Beckett et Genet, un thé à Tanger, Gallimard 2010
- Jean Genet, menteur sublime, Gallimard 2010
- L'Étincelle. Révoltes dans les pays arabes, Gallimard 2011, ensaio

## Prêmios e distinções
- Prêmio da Amizade Franco-Árabe 1976, por Les amandiers sont morts de leurs blessures
- Prêmio dos Bibliotecários da França 1978, por Moha le fou, Moha le sage
- Prêmio Rádio Monte Carlo 1978,  por Moha le fou, Moha le sage
- Prêmio Goncourt 1987 pela La nuit sacrée
- Doutor Honoris Causa pela Universidade Católica de Louvain, 1993
- Prêmio Global Tolerance 1998 da ONU, por Le racisme expliqué à ma fille
- Prix IMPAC 2004, por Cette aveuglante absence de lumière, (Dublin)
- Prix Ulysse 2005, pelo conjunto de sua obra
- Grande Oficial Legião de Honra, 2008
- Doutor Honoris Causa pela Universidade de Montreal, 2008
- Prêmio Internacional de Poesia Argana 2010, concedido pela Casa de Poesia de Marrocos[5]
- Prémio da Paz Erich Maria Remarque 2011, por L'étincelle - Révoltes dans les pays arabes